# Anti-balaka

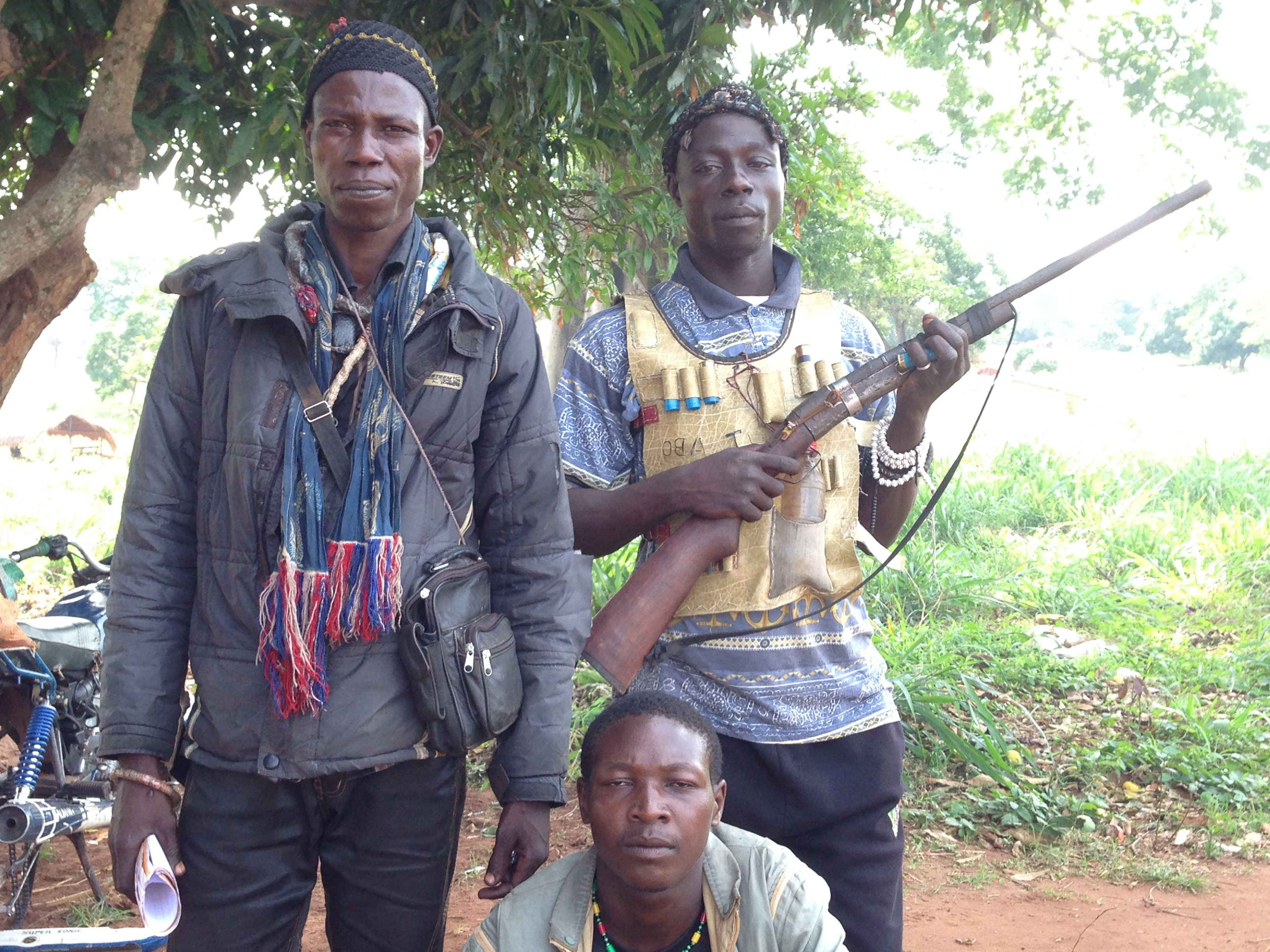
Insorti Anti-Balaka a Gbaguili, 304 km ad ovest da Bangui

Gli Anti-balaka sono milizie cristiane formatesi nella Repubblica Centrafricana dopo l'ascesa al potere di Michel Djotodia nel 2013. Alcuni membri sono stati convertiti forzatamente dall'islam al cristianesimo.

## Origine del termine
Il nome è spesso tradotto come "antimachete" ma la sua origine proviene da una lingua di giovani analfabeti che facevano parte dell'opposizione armata di Seleka e che cacciavano i musulmani "anti-balles à ti laka". Il termine "laka" significa AK-47. Gli Anti-balaka sono quindi coloro che sono contro chi usa gli AK-47, ovvero i musulmani.

## Storia
All'inizio del 2014 gli anti-balaka commettono diverse atrocità, Amnesty International riporta diversi massacri da loro commessi contro civili musulmani, costringendo migliaia di musulmani a lasciare il paese Nel settembre 2021, è stato arrestato Eugène Ngaïkosset, leader anti-balaka ed ex membro della stretta guardia del presidente François Bozizé. Eugène Ngaïkosset è accusato di numerosi crimini nella Repubblica centrafricana.